# Weltenschmiede
Weltenschmiede war ein Münchner Entwicklerstudio, das von 1990 bis 2006 existierte und primär für seine deutschsprachigen Textadventures bekannt war.

## Geschichte
Weltenschmiede wurde 1990 vom Autor und Programmierer Harald Evers und dem Programmierer Andreas Niedermeier gegründet. Das Duo programmierte im selben Jahr unter den Fittichen der Vertriebsfirma Software 2000 Das Stundenglas, eines der wenigen kommerziell erfolgreichen deutschen Textadventures. 1991 ergänzte der Grafiker Werner Frankowsky das Team. Bei der Wahl zum Spiel des Jahres 1992 der Zeitschrift Amiga Joker wurde das Weltenschmiede-Adventure Hexuma zum drittbesten Adventure gewählt. Mit dem 1994 erschienenen Adventure Höhlenwelt-Saga wechselte die Firma vom Textadventure-Genre der Anfangsjahre hin zu einem Point-and-Click-Interface. Niedermeier wechselte 2004 zu Software 2000, wo er unter anderem die PC-Version von Jonathan programmierte und als Programmierer der Spieleserie Bundesliga Manager tätig war. Der Schwerpunkt der Firma Weltenschmiede lag ab diesem Zeitpunkt auf dem Design von Spielen, Programmierkapazitäten wurden extern zugekauft. 2005 veröffentlichte Evers ein Sammelkartenspiel namens Trivocum, das Weltenschmiede im Juli 2005 als Computerspiel veröffentlichte. Es handelte sich um ein auf der Höhlenwelt-Saga basierendes Sammelkartenspiel und konnte im Internet heruntergeladen werden. Bis zum unerwarteten Ableben Evers’ im November 2006 bestand die Weltenschmiede aus drei Mitgliedern. Harald Evers war zuständig für die Bereiche Spielkonzept, Design und Grafik, konzentrierte sich aber späterhin als Autor auf die Höhlenwelt-Saga, einen Fantasy-Romanzyklus. Weiterhin bestand das Team nur noch aus dem Programmierer Gerhard Hoops und Evers’ minderjährigem Sohn Eric, der für das fortlaufend erweiterte Trivocum-Spiel Grafiken und Ideen beisteuerte. Seit Evers’ Tod liegen die Rechte an den Weltenschmiede-Spielen bei der bayrischen Landesregierung.

## Spiele
- 1990: Das Stundenglas
- 1991: Die Kathedrale
- 1992: Hexuma
- 1994: Höhlenwelt-Saga
- 1995: Archibald Applebrooks Abenteuer
- 2000: Dragonfire: The Well of Souls (nur Lokalisierung ins Deutsche)
- 2005: Trivocum